# Bisu
Ким Тхэк Ён (кор. 김택용, род. 3 ноября 1989, Йесан, Чхунчхон-Намдо) — корейский киберспортсмен, более известный под никнеймом Bisu (перевод слова Bisu с корейского означает кинжал). Bisu можно отнести к «новым» игрокам на спортивной арене StarCraft. В сентябре 2007 он получил первое место в рейтинге для профессионалов KeSPA, таким образом Bisu стал первым протосом который занял первое место в рейтинге KeSPA. Его также иногда называют Bruce Lee Toss. В августе 2019 года вернулся из армии.

## Команда
Bisu начал свою карьеру профессионального игрока в команде MBCGame Hero, которая спонсируется каналом MBCGame. Bisu пригласили в команду MBCGame Hero (которая тогда называлась Pirates of Space) в 2005 году, чтобы увеличить число протоссов в команде. В феврале 2008 Bisu перешёл в команду SK Telecom T1 (команда заплатила за игрока около 200 000 $).

## Успех
В марте 2007 Bisu добрался до финала MSL и в финале выиграл у фаворита того времени sAviOr-а, со счётом 3-0, чем шокировал StarCraft сообщество. В мае 2007, Bisu выиграл Blizzard Entertainment World Wide Invitational, обыграв sAviOr-а во второй раз теперь со счетом 2-1. В июле 2007, Bisu обыграл подающего надежды Протосса Stork-а со счетом 3-2. Таким образом Bisu стал первым Протоссом, кому удалось выиграть два турнира MSL подряд. Однако уже в третьем сезоне MSL, его победил inter.mind со счетом 3-1. Вскоре, он выиграл свой третий титул MSL, обыграв JangBi 3-1, и таким образом стал одним из лучших игроков за Протоссов в истории.
Bisu также известен выдающимся использованием Dark Templar-ов, а также новыми порядками развития. Bisu стал первым протоссом, занявшим 1 место в рейтинге KeSPA (Korean e-Sports Association), которое он удерживал до марта 2008.

## Основные достижения
- Статистика телематчей 71-44 (61.74 %), включая 25-12 (67.57 %) против Зергов (Самый высокий рейтинг PvZ среди Протоссов которые выигрывали Starleague)
- 3-4 место, 2008 Bacchus OnGameNet StarLeague
- 2007 EVER OnGameNet StarLeague
- 2007 GOMTV MBCGame StarLeague Season 3
- 2007 GOMTV MBCGame StarLeague Season 2
- 2006—2007 GOMTV MBCGame StarLeague Season 1
- Blizzard World Wide Invitational tournament
- 2008 Clubday MBCGame StarLeague